# Социальная технология
Социальная технология — это совокупность приемов, методов и воздействий, применяемых для достижения поставленных целей в процессе социального планирования и развития, решения разного рода социальных проблем, для проектирования и осуществления коммуникативных воздействий, изменяющих сознание людей, культурные, политические и/или социальные структуры, системы или ситуации.
В более широком смысле, социальная технология — последовательность этапов социального взаимодействия, в ходе которой каждый субъект, участвующий во взаимодействии, реализует собственную управленческую стратегию по отношению к другим и формирует социальную действительность. Изначально социальные технологии используются в управленческом консалтинге, но с конца XX века — во всех видах деятельности, связанных с глобальным — политическим, экономическим и культурным — управлением.
Применение социологических и социально-психологических знаний, теорий и инструментов для достижения социально значимых целей также может быть названо социальной технологией.

## Описаниe
Социальные технологии применяются в различных сферах деятельности. Формы коллективной коммуникации, в которых обычно происходит практическое применение социальных технологий — это стратегические сессии, моделирующие игры или совещания по вопросам развития.
В бизнесе они используются для управления групповой коммуникацией, имеющей определенную цель (например, решение бизнес-задачи). Для этого могут использоваться технологии брейн-сторминга, ролевые, деловые игры, рефлексивная игротехника.
В политической сфере социальные технологии могут использоваться для идеологической работы и формирования общественного мнения.
В государственном управлении социальные технологии используются для разработки реализуемых программ социально-экономического развития, мастер-планов развития отраслей экономики, разработки новых законопроектов. Использование социальных технологий ускоряет процесс разработки важных государственных документов, и одновременно с этим, делает их более продуманными и системными, поскольку включение в коммуникацию большого количества экспертов и представителей различных государственных институтов позволяет учесть множество нюансов, что делает разработанный документ реализуемым.
В науке социальные технологии могут использоваться для разработки новых подходов к решению серьезных научных проблем и для активизации научного творчества и для всестороннего обсуждения научных подходов, что часто приводит к созданию новых научных направлений и школ.
Социальные технологии могут применяться и в других сферах, например, для решения общественно важных проблем.